# Память (сборник)
«Память» — пятитомный самиздатский исторический сборник, выпущенный в 1976—1981 годах группой советских диссидентов. Каждый том был объёмом около 800 машинописных страниц.
Инициатором и главным редактором сборника был ленинградский историк и филолог Арсений Рогинский. Анонимными редакторами сборника были также Александр Даниэль, Александр Добкин, Сергей Дедюлин, Дмитрий Зубарев, Алексей Коротаев.
В анонимном предисловии к первому тому (написанном А. Рогинским при участии С.Дедюлина, А.Даниэля и М. Гефтера, ставшего консультантом издания) говорилось: «…главные наши исторические тайны — особого рода. В эти тайны посвящены миллионы людей… Первоочередной своей задачей редакция ставит сбор исторических свидетельств и последующую публикацию их… Редакция считает своим долгом спасать от забвения все обреченные на гибель, на исчезновение исторические факты и имена, и прежде всего имена погибших, затравленных, оклеветанных, а также имена тех, кто казнил, шельмовал, доносил».
В сборнике публиковались мемуары, статьи по различным аспектам истории XX века, а также документы из государственных и личных архивов, которые не могли быть опубликованы в СССР официально из-за существовавшей цензуры. Большинство статей и исследований (и даже некоторые мемуары живых на момент публикации людей) были подписаны псевдонимами (для конспирации их постоянно меняли), однако некоторые мемуаристы и исследователи (Евгений Гнедин, Александр Храбровицкий, Марк Поповский, Револьт Пименов) принципиально публиковались под своим именем.
В сборнике публиковались, в частности, мемуары и рецензии бывших политзаключенных Револьта Пименова, Вениамина Иофе и Кирилла Успенского (Косцинского), статья В.Иофе о молодёжных диссидентских подпольных группах 1950-х—1960-х годов, подборка материалов к 10-летию со дня публикации книги Анатолия Марченко «Мои показания».
Тома сборника переиздавались за рубежом при участии жившей тогда в эмиграции Натальи Горбаневской (первый том напечатало в Нью-Йорке издательство «Хроника» в 1978 году, тома 2-5 издал в Париже в 1979—1982 году Владимир Аллой).
С 1977 года КГБ начал обыски у издателей сборника, их допрашивали, увольняли с работы. В 1981 году от Рогинского и Дедюлина потребовали эмигрировать. Рогинский отказался эмигрировать и был в том же году арестован и приговорен к четырём годам лишения свободы по обвинению в подделке документов, разрешавших работу в архивах. После его ареста под руководством А. Добкина был подготовлен шестой том сборника, в 1985 году он уже был набран в Париже, однако из-за угрозы КГБ продлить срок заключения Рогинского он не был издан.
Затем собранные, но не вошедшие в сборник материалы вошли в исторические сборники «Минувшее», которые стали издаваться в Париже с 1986 года под редакцией В. Аллоя.